# Retirada

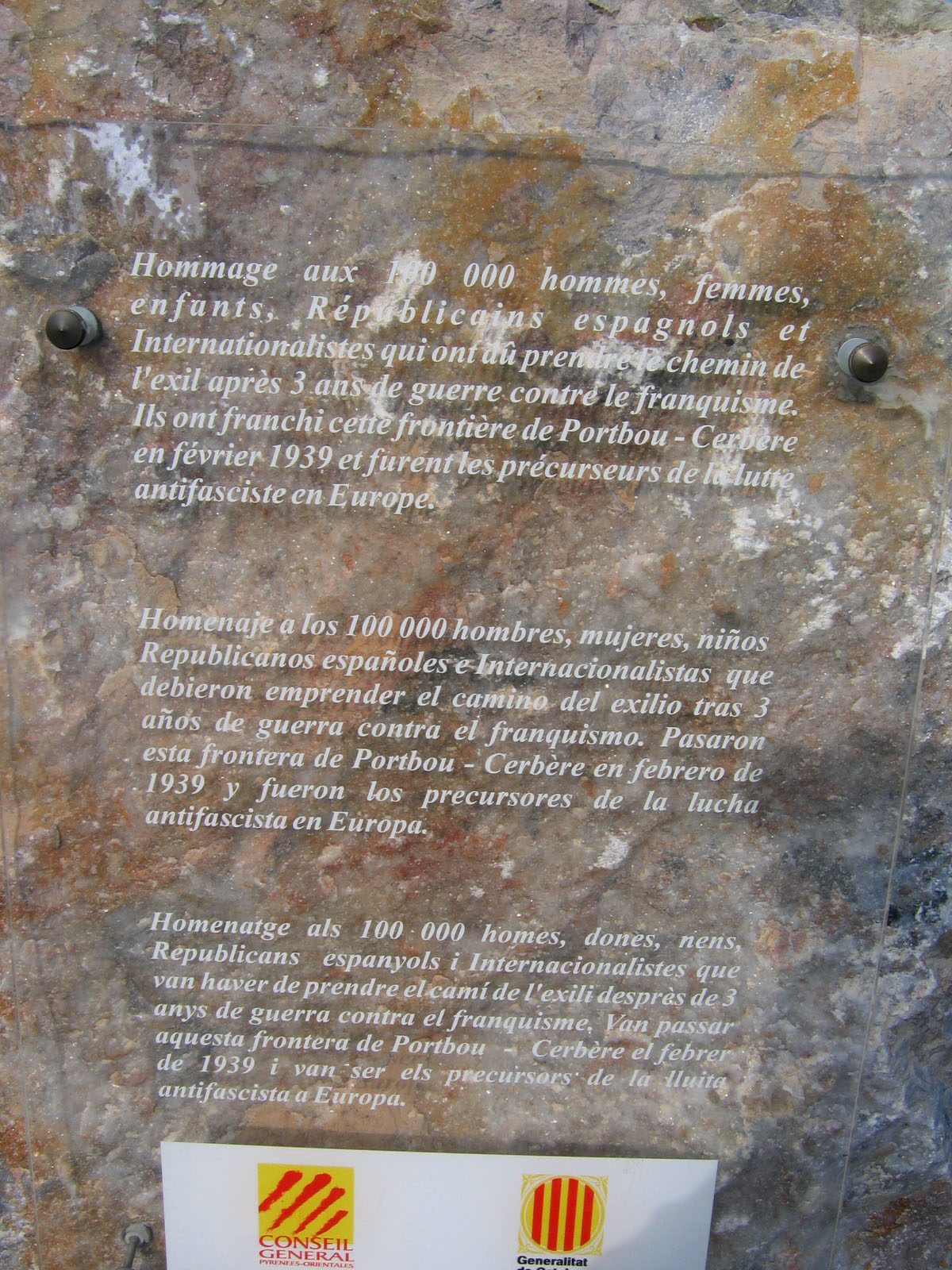
Hommage trilingue aux Républicains espagnols à la frontière franco-espagnole du coll dels Belitres.

La Retirada (prononcé [rə.tiˈɾa.ðə] en catalan, [re.tiˈɾa.ða] en castillan), parfois francisé en Retirade et signifiant « retraite (des troupes) », est l'exode des réfugiés de la guerre civile espagnole. À partir de février 1939, ce sont plus de 450 000 républicains qui franchissent la frontière franco-espagnole à l'issue de la guerre civile qui voit la victoire des nationalistes du général Franco et la chute de la Seconde République espagnole.
Les autorités françaises ont sous-estimé l'ampleur de l'exode. En mars, ce sont 264 000 Espagnols qui se serrent dans les camps des Pyrénées-Orientales quand la population départementale s’élève à moins de 240 000 personnes.

## L'exode
Dès le début de 1938, l’armée française anticipe la chute des Républicains et un exode éventuel. Elle estime les besoins d’hébergement à 5 000 personnes pour la 17e région militaire de Toulouse, et 10 000 pour la 16e région militaire de Montpellier,. Des plans sont réalisés pour répartir 15 000 réfugiés potentiels entre Matemale, Canet, Argelès-sur-Mer, Le Barcarès, et Saint-Cyprien. Mais les travaux n'avaient pas commencé en janvier 1939, à l’arrivée des premiers réfugiés malgré la demande, mi-janvier, du gouvernement républicain espagnol au gouvernement français d’accueillir 150 000 réfugiés civils.
Les premiers réfugiés arrivent à la fin de décembre 1938 et au début de janvier 1939. La France met en place un dispositif d’empêchement. Mais la chute du front de Catalogne et la prise de Barcelone par les phalangistes, le 26 janvier 1939, entraînent la débâcle des forces républicaines et le début de l’exode massif. Dans un premier temps, devant l’afflux de militaires et de civils vers la frontière française, le gouvernement Daladier propose à Franco d’organiser une zone neutre entre Andorre et Portbou. Le dictateur espagnol refuse, considérant les fuyards comme des prisonniers de guerre.
La frontière est alors ouverte le 27 janvier par le gouvernement français, afin de leur permettre d’échapper à l’impitoyable répression phalangiste (35 000 exécutions). Cette ouverture n’est, dans un premier temps, concédée qu’aux civils, les gardes mobiles et le 24e régiment de tirailleurs sénégalais faisant le tri, repoussant même les hommes valides, par la force au besoin. Lors de l’entrée sur le territoire français, les réfugiés sont dépouillés de tout : armes, mais aussi bijoux, argent liquide, etc.,.
Mais, dès le 28 janvier, le dispositif de filtrage est converti en dispositif d’accueil. Le 2 février, 45 000 Espagnols sont déjà arrivés en France, ce qui provoque la décision de fermer à nouveau la frontière aux hommes, et l’internement sur la plage d’Argelès-sur-Mer de ceux qui sont déjà entrés le 5 février, avant que le gouvernement ne revienne dessus le 9.
À partir du 5 février, ce qui reste de l'armée républicaine est autorisé à franchir la frontière : ce sont 250 000 combattants qui s’ajoutent aux 250 000 premiers réfugiés. Les 30 derniers avions de l’aviation républicaine atterrissent à Carcassonne. Les présidents Juan Negrín (gouvernement), Manuel Azaña (République), Martínez Barrio (Parlement), Lluís Companys (generalitat de Catalogne) et José Aguirre (celle du Pays basque) franchissent la frontière dès ce jour, avec le trésor catalan. Les derniers contingents à passer la frontière, et parmi eux, la division Durruti qui est enfermée à Mont-Louis, arrivent en bon ordre. Ils gardent même avec eux leurs prisonniers. La frontière est fermée le 9 février. Contrairement aux craintes du gouvernement français, l’exode se passe sans incidents notables.
Les troupes franquistes contrôlent la plupart des passages à partir du 11 février, même si quelques passages, comme la route de Molló, restent ouverts jusqu’au 13 février.
Début 1939, les autorités estiment le nombre de réfugiés à environ 500 000 ou plus, dont un tiers de femmes, enfants et vieillards. Sur ce total, 330 000 sont hébergés dans l’urgence dans les Pyrénées-Orientales, et plus de 130 000 sont évacués dans les départements des deux tiers sud de la France.
C'est ainsi que 964 arrivent dans le Cher à Bourges en 1937 et 3000 en 1939, qui sont répartis dans 9 centres d'hébergements.
Ces réfugiés sont majoritairement originaires du nord-est de l’Espagne : Catalogne (à 36,5 %), Aragon (18 %), Levant espagnol (14,1 %).

## Les camps

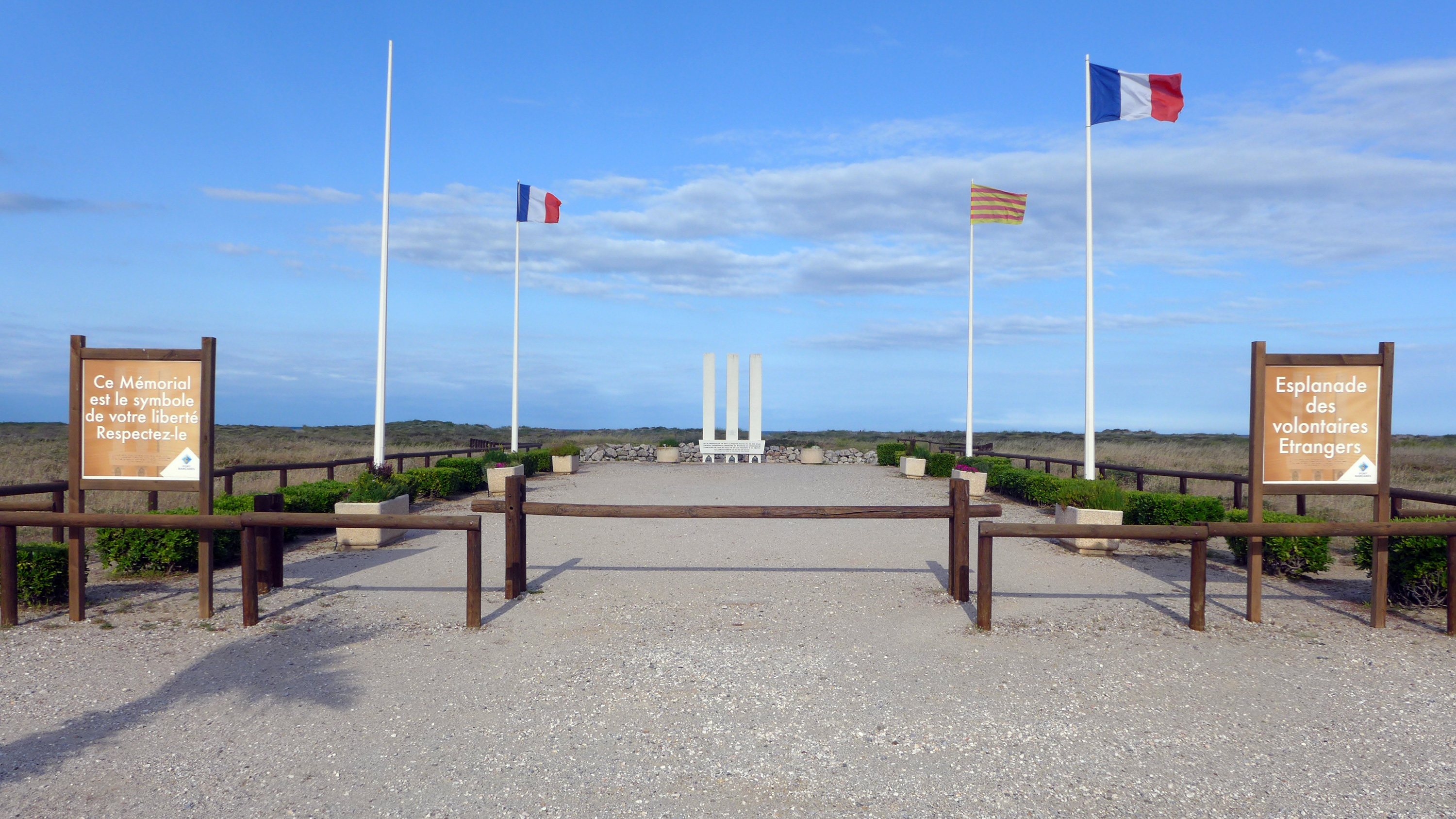
Mémorial érigé pour les Espagnols de la retirada, internés dans le camp du Barcarès en 1939.

La France est complètement débordée par ce drame humanitaire. Elle désarme, trie, tente d’appréhender les problèmes sanitaires, au cœur d'un hiver particulièrement rude. L’essentiel étant de garder la main sur les réfugiés, six régiments d’infanterie, quatre de cavalerie plus des éléments organiques sont mobilisés, .

### Pyrénées-Orientales
Trois zones de regroupement sont créées :
- la Cerdagne, avec les centres de Bourg-Madame et de Latour-de-Carol. Ces centres sont les premiers fermés à cause de l’hiver rigoureux (moins huit à dix degrés, mortalité infantile de 20 ‰[27]) ;
- le Haut-Vallespir : trois centres sont créés :
  - les Espagnols et les membres des Brigades internationales sont dirigés vers Arles-sur-Tech et Amélie-les-Bains ;
  - le camp de Saint-Laurent-de-Cerdans accueille 5 000 Espagnols dans une usine de sandales ;
- les camps les plus importants et les plus nombreux sont installés sur le littoral ;
- des camps spécialisés dans le regroupement et le reconditionnement du matériel sont créés au Champ de Mars de Perpignan et Villeneuve-la-Rivière[28].

Des camps de concentration sont installés en catastrophe sur les plages, les réfugiés construisant eux-mêmes leurs baraquements.
Les prisonniers franquistes, qui avaient franchi la frontière le 8, sont internés à part, à Amélie-les-Bains et au stade d’Elne.
Les conditions de vie y sont déplorables, sans installations sanitaires. Saint-Cyprien est même déclaré officiellement « zone paludique ». De février à juillet 1939, 15 000 personnes meurent dans les camps, la plupart de dysenterie, soit un taux de mortalité supérieur à 6 %.
Le 23 février, une organisation est progressivement mise en place par le gouvernement. Le général Ménard est nommé pour organiser un réseau de camps. Des camps de contrôle ou de triage sont créés au Boulou et à Bourg-Madame qui orientent vers des camps spécialisés.
En mars, 264 000 Espagnols se serrent dans les camps du Roussillon, quand la population départementale s’élève à moins de 240 000 personnes. En avril 43 000 réfugiés sont encore retenus à Argelès-sur-Mer, 70 000 au Barcarès, 30 000 à Saint-Cyprien. Il faut attendre le début du printemps 1939 pour voir des camps être créés à la périphérie des Pyrénées-Orientales, notamment à Agde et dans l'Aude au « camp de Pigné » à Bram.

### Pyrénées-Atlantiques
Le camp de Gurs est au départ prévu pour les militaires espagnols et les volontaires des brigades internationales.

### Les centres d'hébergement dans le reste de la France métropolitaine
En premier lieu, même si ce n’est pas quantitativement le plus important, figurent bien sûr dans les dispositifs d’accueil ceux fournis par le gouvernement espagnol et ses émanations, ainsi que par les organisations espagnoles. Ainsi, l’ambassade d’Espagne possède des biens qu’elle utilise pour héberger les réfugiés depuis le début de la guerre civile. C’est le cas du château de la Valette à Pressigny-les-Pins (Loiret).
Le gouvernement du Pays basque organise également des évacuations, au moment de la campagne du Nord et de la chute de Bilbao. C’est la deuxième grande vague de réfugiés d’Espagne vers la France, en mai-juin 1937, qui concerne 120 000 personnes. Le gouvernement mobilise une flottille qui transporte les réfugiés du nord de l’Espagne vers les ports de l’ouest de la France, Pauillac, Le Verdon, La Pallice, Saint-Nazaire, Nantes. Une fois débarqués, ces réfugiés sont transportés dans différents centres d’accueil dans toute la France. Mais au moment de la Retirada, les hommes en âge de combattre sont internés dans les camps du sud de la France, en application des décrets de novembre 1938 sur l’internement des étrangers « indésirables » alors que les civils sont transférés dans des centres d'hébergement. Ces civils représentent un contingent d'environ 130 000 personnes. Ce sont des femmes, enfants et vieillards qui sont dispersés et transportés par convois ferroviaires dans le reste de la France : soixante-dix-sept départements accueillent chacun entre 1 200 et 4 500 réfugiés,. Dans chaque département, plusieurs types de locaux ont été repérés et réquisitionnés par les autorités préfectorales pour accueillir les réfugiés. Les communes rurales sont mises à contribution : on héberge dans chacune des groupes de quelques dizaines à quelques centaines de personnes, dans des halles, des bâtiments d’État désaffectés (prisons, casernes…), des haras, des maisons inhabitées, des colonies de vacances, inutilisées en cette saison, et prêtées par des municipalités de gauche ou des syndicats, des bâtiments industriels eux aussi désaffectés, etc.,. Dans certains cas, les conditions de vie dans ces centres d'hébergement n'ont rien à envier aux situations sanitaires des camps de concentration. Les centres d'hébergement pour les civils font partie intégrante du dispositif d'encadrement et de contrôle des réfugiés espagnols sur le sol français.
Des camps spécialisés sont installés dans le sud de la France :
- le camp de Bram (Aude) est destiné à l’internement des civils et des vieillards ;
- le camp d'Agde (Hérault) est moins spécialisé, il sert à désengorger les camps des Pyrénées-Orientales ;
- le camp du Récébédou, à Portet-sur-Garonne, au sud de Toulouse, vise à interner les juifs et les républicains espagnols. La résistante et peintre Victòria Pujolar Amat en est l'une des victimes, avec sa mère et sa grand-mère[38];
- le camp de Septfonds (Tarn-et-Garonne) accueille les hommes valides, pouvant être recrutés par les compagnies de travailleurs étrangers (CTE) ;
- le camp du Vernet et la briqueterie de Mazères (Ariège) sont prévus pour l’internement des anarchistes, notamment ceux de la colonne Durruti (10 000 à 12 000 au total) ;
- le camp d'internement construit à Gurs (Pyrénées atlantiques) par le gouvernement d'Édouard Daladier entre le 15 mars et le 25 avril 1939, pour les Républicains espagnols et combattants des Brigades internationales[39] ;
- le camp de Rieucros (Lozère), est le premier camp d'internement français ouvert pour les étrangers indésirables en janvier 1939. En octobre 1939, il est utilisé par les autorités françaises pour y interner les femmes indésirables, et notamment des réfugiées espagnoles repérées par les autorités pour leurs actes d'indiscipline ou leurs opinions politiques[40].

D’autres camps sont encore ouverts à Montolieu, au Barcarès, Ogeu, Saint-Vincent-de-Tyrosse, Talence, Moutiers[précision nécessaire].
Dans tous ces lieux d’hébergement, c’est l’improvisation qui domine. Là où des lieux avaient été préparés, les réfugiés accueillis sont bien plus nombreux. Partout, on manque de couchages, de moyens de chauffage, de moyens d’assainissement. L’armée française consent, tardivement, à louer des couvertures. Pour les exilés déplacés dans le centre de la France, le ravitaillement est généralement jugé suffisant par les réfugiés eux-mêmes, même si les aliments français sont parfois surprenants pour des Espagnols.
Les Espagnols arrivent exténués, après une période plus ou moins longue de privations. Ils offrent donc un terrain favorable aux épidémies, même dans les petits groupes dispersés dans la France de l’intérieur. Une quarantaine sévère est mise en place, et pour faire face aux épidémies à l’intérieur des camps, des hôpitaux de campagne sont installés dans les principaux. p. 40 : Plusieurs maladies épidémiques touchent les exilés : diphtérie, typhoïde, rougeole, oreillons, coqueluche. Les vaccinations des enfants sont prévues, mais doivent souvent attendre que les maladies et les blessures soient soignées, ainsi que toutes les affections dermatologiques.
Les séparations de famille au cours de l’exode, puis de la répartition des réfugiés dans toute la France sont nombreuses. Plusieurs enfants se retrouvent seuls, sans aucun de leurs parents. Les couples et les familles séparées sont nombreux. Pour permettre les retrouvailles, ou au moins un échange de nouvelles, de nombreux journaux offrent leurs services :
- l'Indépendant des Pyrénées-Orientales propose plusieurs pages pour publier des annonces permettant de retrouver des membres de la famille perdus. Un service spécialisé s’y consacre. Le journal envoie des exemplaires dans toutes les préfectures, pour qu’elles les fassent suivre dans les camps de leur département ;
- Le Populaire, journal officiel de la SFIO suit cet exemple ;
- de leur côté, les Espagnols exilés mettent en place leurs propres journaux d’exil, qui publient de longues listes d’avis de recherche. C’est le cas de Voz de Madrid (financé par le gouvernement Negrín), d’España expatriada (publié par Solidarité internationale antifasciste), de Reconquesta (organe de l’Alliance nationale de Catalogne), de Treball et Midi, journaux du Parti socialiste unifié de Catalogne.

### Camps d’Afrique du Nord
Les Espagnols des poches du Levant (région de Valence et d’Alicante) fuient par la mer et arrivent nombreux en Afrique française du Nord. Parmi les embarcations utilisées, on peut citer le charbonnier anglais Stanbrook, navire de 1 500 tonnes qui évacua environ 3 000 personnes d’Alicante le 28 mars. Au moins dix à douze mille Républicains s’enfuient en Afrique du Nord. Ils sont d’abord enfermés sur des pontons, vieux bateaux utilisés comme prisons, notamment dans le port d’Oran, où la population leur vient en aide mais où le maire, l’abbé Lambert, était admirateur de Franco.
Ces réfugiés sont internés dans des camps dits d’accueil, mais qui étaient en réalité des camps de travail forcé : à Boghari (camp Morand), Suzoni, au camp de Meheri Zebbeus, Bouarfa, Carnot, Molière. Environ 15 000 Espagnols réfugiés en France métropolitaine y sont déportés à l’été. Au total, on évalue le nombre d’Espagnols passés dans les camps d’Afrique du Nord à environ 30 000. Parmi les 50 camps utilisés pour interner des Espagnols, les principaux sont, outre ceux déjà cités, ceux de Relizane, Bouarfa, Settat, Oued-Akrouch, Kenadsa, Tandara. Des camps disciplinaires, ou punitifs, sont installés à Hadjerat M'Guil, Ain el-Ourak, Meridja, Djelfa, Berrouaghia. Certains sont incorporés dans les compagnies de travailleurs étrangers ; les travaux réalisés vont de la construction routière à la mine (charbon ou manganèse), construction du transsaharien. Les détenus politiques considérés comme dangereux sont internés, avec des indésirables français (communistes, anarchistes, syndicalistes) ou nord-africains dans les camps de Djelfa, Djeniene Bourezg, Hadjerat M’Guil, ou Berrouaghia, où 750 internés sont morts entre 1940 et 1942. Les réfugiés sont maltraités : sévices, torture, mauvaise nourriture en quantités insuffisantes, entraînent des protestations. Le camp de Meridja est fermé sous la pression de ses prisonniers espagnols, avant de rouvrir sous le nom d’Aïn el-Ourak.
Avec le débarquement en Afrique du Nord, en novembre 1942, une partie des Espagnols parviennent à s’enfuir des camps de Tunisie, tombée sous le contrôle allemand, et se réfugier en Algérie. En Algérie et au Maroc, une partie des Espagnols s’engagent dans les Forces françaises libres. D’autres s’embarquent pour l’Amérique du Sud. Certains restent, adhérant même au front de libération nationale algérien. En Tunisie, les derniers Espagnols sont partis à la mort de Franco.

### Les départs
Certains arrivent à partir par la mer, en particulier via le Stanbrook à Alicante, vers l'Afrique du nord ; d'autres émigrent en Amérique du Sud, notamment par le voyage de l'exil républicain sur le Massilia de La Rochelle.
D'autres sont renvoyés en Espagne où certains sont incarcérés ou exécutés.
Le Mexique notamment accueille 15 000 émigrants (premier départ de Sète le 24 mai) ; entre 10 000 et 25 000 Espagnols quittent la France pour d’autres pays.
Assez rapidement, un certain nombre de réfugiés sont rapatriés en Espagne, 57 000 par Hendaye et 43 000 par Le Perthus.

## Les exilés pendant la Seconde Guerre mondiale
La plupart sont enrôlés dans des compagnies de travailleurs étrangers, convertis par Vichy en groupements de travailleurs étrangers. Fin 1940, 200 000 travaillent dans de tels groupements : 75 000 dans les fortifications, 25 000 dans les rangs de l’organisation Todt, 20 000 dans les mines et l’agriculture, le restant dans les usines.
L'entrée en guerre de la France, en septembre 1939, accentue la répression envers les exilés dont certains sont déportés vers les camps d'extermination nazis. Certains entrent dans la clandestinité et s'engagent dans la Résistance,, parfois avec l'espoir que la victoire des alliés entrainera la chute de Franco. Le statut de réfugié politique ne leur est accordé que le 15 mars 1945.

## Les exilés depuis 1945

### Dans les Pyrénées-Orientales
La retirada a constitué un apport humain et culturel aux Pyrénées-Orientales.
Une fraction importante de cette population espagnole et catalane choisira d'y rester ou y reviendra après avoir été dispersée, à la sortie des camps.
Au fil du temps et du travail des générations, au poids démographique s'ajouteront un poids économique et un poids culturel très concret.
Ainsi se développent en Pyrénées-Orientales, la sardane et la corrida, la paella et le flamenco.
Les plus célèbres des exilés en Pyrénées-Orientales sont :
- Pau Casals
- Antonio Machado
- Antoni Clavé
- Manolo Valiente
- Balbino Giner Garcia
- Antonina Rodrigo

### En Haute-Garonne
La ville de Toulouse est devenue en quelque sorte la capitale de l'exil républicain espagnol. De grandes figures artistiques et politiques s'y sont installées, dont :
- Federica Montseny, première femme ministre en Europe
- Amparo Poch y Gascón, personnalité du féminisme espagnol

### Dans le Rhône
- Le milicien et écrivain Juan López Carvajal, militant de la CNT engagé dans la colonne Ascaso avec son amie Pepita Laguarda Batet, s'exile à Lyon après la guerre d'Espagne.

## Commémorations de laRetiradade 1939

### 70eanniversaire(2009)
À l'occasion de l'anniversaire de la Retirada, un ensemble de manifestations est organisé pour la première fois, de part et d'autre de la frontière, entre la Généralité de Catalogne, le conseil général des Pyrénées-Orientales et la région Languedoc-Roussillon.
L'intérêt mobilise de nombreuses villes des Pyrénées-Orientales, les associations des enfants d'exilés espagnols, le MUME, le musée mémorial de l'exil de La Jonquera et les collèges et lycées français autour d'une période de l'histoire de France relativement ignorée.
Un mémorial est inauguré à Bram dans l'Aude en 2009 par le président de la région Languedoc-Roussillon, Georges Frèche, devant l'entrée de l'ancien camp de Pigné.

### 80eanniversaire(2019)
Les commémorations s'intensifient, particulièrement dans la ville de Paris, dans les Pyrénées-Orientales mais aussi en Occitanie en souvenir des 500 000 républicains espagnols qui ont franchi la frontière avec la France début 1939. Pour la première fois un président du gouvernement espagnol en exercice, Pedro Sánchez, est venu se recueillir à Montauban sur la tombe du dernier président de la Deuxième République espagnole, Manuel Azaña ; il a aussi rendu hommage au poète Antonio Machado, mort en 1939.

## La Retirada dans la culture populaire
La retirada a souvent été au cœur d'œuvres de fiction ou de récits biographiques :

### En bandes dessinées[65],[66]
- Louis la guigne T12 Les Parias. Franck Giroud (scénario). Jean-Paul Dethorey (dessin). Glénat, 1996
- La retirada, Josep Bartolí et Laurence Garcia, Actes Sud, 2009[67]
- L'ange de la retirada, de Paco Roca et Serguei Dounovetz, 6 pied sous terre, 2010[68]
- L'art de voler, Antonio Altarriba et Kim, Denoël, 2011
- Le Convoi, Denis Lapière (scénario). Eduard Torrents (dessin). Marie Froidebise (couleurs)., Dupuis, 2013
- Exil. Jean-Marie Minguez (scénario). Henri Fabuel (dessin). Vents d’Ouest, 2013
- Promenade des Canadiens. Carlos Guijarro (scénario et dessin). Steinkis, 2016
- Dolorès. Bruno Loth (scénario et dessin). La Boîte à Bulles, 2016
- D’Ailleurs, Alain Munoz; Vide Cocagne, 2017
- Le photographe de Mauthausen. Salva Rubio (scénario). Pedro J. Colombo (dessins). Aintzane Landa Chillon (couleurs). Le Lombard, 2017
- Ernesto. Marion Duclos (scénario, dessin et couleurs). Casterman, 2017
- Mattéo – Cinquième époque (septembre 1936-janvier 1939). Jean-Pierre Gibrat (scénario, dessin, couleurs). Futuropolis, 2019*

### En films[69]

#### Film documentaire
- Bartoli, le dessin pour mémoire
- Mémoires de la Retirada, , Marie Mora Chevais, 2012[70]

#### Film d’animation,
- Josep, Aurel, 2020